# Goofy's Hysterical History Tour
Goofy's Hysterical History Tour est un jeu vidéo d'action sorti en 1993 sur Mega Drive. Le jeu a été développé par Absolute Entertainment et édité par Imagineering. Il met en scène le personnage de Dingo.